# Liverpool St Helens Football Club
Il Liverpool St Helens Football Club è un club dilettantistico inglese di rugby a 15.
Nato nel 1857 come Liverpool Football Club, deve la sua denominazione attuale alla fusione avvenuta nel 1986 con il St Helens Rugby Union Football Club, società fondata nel 1919.
Il titolo sportivo del club fu quello del Liverpool, laddove la sede sociale e il campo di gioco si trovano a St Helens, città della contea del Merseyside.
Il club disputò due stagioni nel massimo campionato inglese prima degli anni novanta del XX secolo e da allora milita nelle serie inferiori del rugby nazionale.
I colori sociali sono il blu, il nero e il rosso.

## Storia
Il club nacque intorno a Natale 1857: un gruppo di giovani amici di Liverpool costituirono una squadra e uno di loro, che aveva studiato presso la Rugby School in Warwickshire, contattò un suo ex compagno di classe di Manchester per invitare lui e la sua squadra a disputare un incontro, che si tenne il 19 dicembre presso il Liverpool Cricket Club, in quel periodo non utilizzato perché il cricket è una disciplina estiva.
Era così nato il Liverpool Football Club (in nessuna maniera correlato con l'omonimo consorzio calcistico nato nel 1892); siccome tuttavia erano giunti al campo circa cinquanta giocatori, si decise che l'incontro sarebbe stato Rugby vs the World, ovvero i provenienti dalla Rugby School contro gli altri giocatori, benché non esistano molti resoconti di quel primo incontro; poco si sa anche del seguito, anche se si presume che, in assenza di club nella zona, all'inizio i dirigenti del Liverpool avessero deciso di organizzare incontri tra squadre composte dai propri membri.
La cosa certa, in quanto proveniente da testimonianze senili di chi aveva fondato il club, è che i primi incontri extracittadini furono solo e sempre contro Manchester.
Liverpool è anche accreditato di avere giocato il primo incontro di club anglo-scozzese, circostanza avvenuta nel 1870 quando il Glasgow Accademical (gli Accies) scese in Inghilterra per incontrare alcune squadre del centro-nord del Paese.
Tale tour aprì la strada anche al primo incontro internazionale della storia del rugby, tenutosi l'anno seguente a Edimburgo tra Scozia e Inghilterra e in occasione del quale la Rugby Football Union invitò Liverpool e Manchester a designare 4 giocatori; di essi, 3 furono del Liverpool, il capitano Frank Tobin, John Clayton e Arthur Lyon.
Nella limitrofa città di St Helens, all'epoca in Lancashire, esisteva un club affiliato alla RFU, il St. Helen's Old Boys ma, dopo la scissione di Huddersfield del 1895, esso seguì quei club che diedero vita al rugby league, lasciando la città senza squadre di rugby union.
Nel 1919, di ritorno dalla Grande Guerra, un gruppo di appassionati ricostituì quindi il St Helens Rugby Union Football Club.
La storia dei due club, spesso avversari nei tornei di contea del Lancashire, procedette separata fino al 1986 quando, il 31 agosto di quell'anno, fu annunciata la loro fusione: il Liverpool portò in dote alla nuova unione la propria squadra e il titolo sportivo, mentre invece il St Helens diede la sede legale e il terreno da gioco, in Moss Lane, dove al 2023 la prima squadra ancora disputa i propri incontri.
Il nuovo sodalizio prese il nome di Liverpool St Helens Football Club e quando, un anno più tardo, la RFU varò il nuovo sistema di lega in Inghilterra, lo ammise nell'edizione d'esordio della seconda divisione del campionato, che vinse guadagnando subito la promozione in Division One.
La prima esperienza in massima serie durò una sola stagione, che si risolse nella retrocessione con l'ultimo posto in classifica, ma già un anno più tardi il club fu nuovamente promosso.
Anche tale avventura in massima serie fu effimera, e dopo la retrocessione del 1991 il club non si ripropose più a tali livelli.

## Cronistoria
| Cronistoria del Liverpool St Helens F.C. |
| --- |
| - 1873 · 19 dicembre, nascita del Liverpool Football Club - 1873-1986 · Attività di contea - 1986 · 31 agosto, fusione con il St Helens Rugby Union Football Club e nascita del Liverpool St Helens Football Club - 1987-88 · 2º National Division Two Promozione in National Division One - 1988-89 · 12º National Division One Retrocessione in National Division Two - 1989-90 · 2º National Division Two Promozione in National Division One - 1990-91 · 13º National Division One Retrocessione in National Division Two - 1991-92 · 13º National Division Two Retrocessione in National Division Three - 1992-93 · 7º National Division Three Retrocessione in League Division 4 - 1993-94 · 3º League Division 4 - 1994-95 · 3º League Division 4 - 1995-96 · 3º League Division 4 Promozione in National Division Three - 1996-97 · 12º National Division Three - 1997-98 · 11º National League 1 - 1998-99 · 14º National League 1 Retrocessione in National League 2 North - 1999-2000 · 13º National League 2 North - 2000-01 · 7º National Division Three North - 2001-02 · 3º National Division Three North - 2002-03 · 6º National Division Three North - 2003-04 · 13º National Division Three North - 2004-05 · North Division 1 - 2005-06 · North Division 1 - 2006-07 · North Division 1 - 2007-08 · North Division 1 - 2008-09 · North Division 1 - 2009-10 · North Division 1 - 2010-11 · North Division 1 - 2011-12 · North Division 1 - 2012-13 · North Division 1 - 2013-14 · North Division 1 - 2014-15 · North Division 1 - 2015-16 · North Division 1 - 2016-17 · North Division 1 - 2017-18 · North Division 1 - 2018-19 · 5º Lancashire Premier Division - 2019-20 · n/d - 2020-21 · n/d - 2021-22 · 4º Lancashire Premier Division - 2022-23 · Lancashire Premier Division |